# Marian Awad
Marian Awad (hébreu : מריאן עווד, et en arabe : ماريان عوض) , née le 29 octobre 1996, est une footballeuse internationale israélienne évoluant au poste de milieu de terrain avec le Maccabi Emek Hefer.

## Carrière
- 2008-2017: Maccabi Haifa ( Israël)
- 2017-2018: Maccabi Emek Hefer ( Israël)
- 2018-2019: LIU Brooklyn Blackbirds University ( États-Unis d'Amérique)[3]
- 2019-2020: Maccabi Emek Hefer ( Israël)

Elle est un élément du 11 de l'équipe nationale israélienne et a participé aux qualifications de la Coupe du Monde 2019.
Elle a évolué aux États-Unis d'Amérique dans le club de LIU Brooklyn Blackbirds University où elle a marqué 6 buts pour 18 apparitions. 
Elle fut élue deuxième meilleure joueuse du championnat en 2018 derrière la joueuse Internationale israélienne Eden Avital. Lors de la saison 2019-2020 arrêtée pour raison sanitaire, elle était la meilleure passeuse du championnat.